# ジュノー (小惑星)
ジュノー またはユノーまたはユノ (3 Juno) は太陽系の小惑星帯にある小惑星の1つ。1804年9月1日にドイツの天文家カール・ハーディングがニーダーザクセン州のリリエンタールで発見した。小惑星帯の中では11番目に大きい天体であり、S型小惑星の中ではエウノミアに次いで大きい。ジュノーは小惑星帯の質量の1%を占めていると推定されている。

## 歴史

### 発見
ジュノーは1804年9月1日、カール・ハンディングにより発見された。ジュノーは3番目に発見された小惑星であるが、当初は惑星だと考えられていた。1850年代になると小惑星に分類された。

### 名称
ジュノーはローマ神話の最大の女神、ユーノーにちなんで名付けられた。名称には一部国によって例外がある。一つは言語の違いによるもので、イタリアではGiunone、フランスではJunon、ロシアではYunonaという。もう一つの例外は国の違いによる神の立場によるものであり、ギリシアの場合はヘーラーにちなんでHera(3 Ήρα)、中国語では同じ結婚の神として婚神星 (hūnshénxīng)と呼ばれる。
惑星の記号としては③が使われるが、古くは⚵()の文字が用いられ、現在もまれに見られる。

## 特徴
ジュノーは10番目に大きい小惑星(準惑星除く)であり、質量は小惑星帯全体の1%を占める。しかしケレスとジュノーの質量比は100:3の違いがある。公転周期は約4.36年である。また、ジュノーは小惑星帯中のジュノー族に属する。

小惑星番号が1から10の小惑星と月の大きさの比較。ジュノーは左から3番目。

ジュノーはS型小惑星の中でも異常なアルベドを持ち、これは表面の特性がかなり異なっていることを示している。この高いアルベドにより小惑星帯より太陽側にないにもかかわらず、高い視等級を持つ原因が説明できる。ジュノーは好都合な条件では衝の際に視等級7.5にまで到達し、海王星やタイタンよりも明るくなったため、ヒギエア、エウロパ、ダビダ、インテラムニアなどより早く発見された。ジュノーは衝の時なら双眼鏡でも見える範囲にあり、離角が少しあっても、3インチ望遠鏡で確認できる。
| 順番 | 名称(英語) | 名称(日本語) | 記号 |
| ---- | ---------- | ------------ | ---- |
| 1    | Mercury    | 水星         | ☿    |
| 2    | Venus      | 金星         | ♀    |
| 3    | Earth      | 地球         | 🜨    |
| 4    | Mars       | 火星         | ♂    |
| 5    | Vesta      | ベスタ       | ⚶    |
| 6    | Juno       | ジュノー     | ⚵    |
| 7    | Ceres      | ケレス       | ⚳    |
| 8    | Pallas     | パラス       | ⚴    |
| 9    | Jupiter    | 木星         | ♃    |
| 10   | Saturn     | 土星         | ♄    |
| 11   | Uranus     | 天王星       | ⛢    |

ジュノーは元々、ケレス、パラス、ベスタと共に惑星とみなされていた。1811年にヨハン・シュレーターはジュノーの直径を2290kmと推定してしまった。これら4つは分類し直され、小惑星に追加された。ジュノーは小さく、球体ではなかったので準惑星に分類されることはなかった。
ジュノーの太陽からの平均距離は太陽とケレスやパラスの平均距離よりわずかに近い。軌道傾斜角12°の楕円軌道をとっており、軌道離心率は冥王星と同じくらいだがわずかに上回っている。軌道離心率の高さにより近日点はベスタよりも近く、遠日点はケレスよりも遠い。ジュノーは1854年に33 ポリヒムニアが発見されるまでは軌道離心率最大の天体であった。また、直径が200km以上で軌道離心率がジュノーを上回るものは324 バンベルガのみである。
ジュノーは赤道傾斜角約50°で順行している。ジュノーの表面温度は太陽に面しているときに最大になり、2001年10月2日に293Kと測定された。後に太陽からの距離が考慮されて表面温度の最大は301Kとなった。
ジュノーの分光器による観測でジュノーはカンラン石や輝石などの鉄を含有するケイ酸塩の石質隕石であるコンドライトの母天体であることが分かった。赤外線を通した画像によるとジュノーには100kmほどのクレーターがあり、衝突時にできた結果である。

## 観測
ジュノーは掩蔽がはじめて観測された小惑星である。1958年2月19日に暗い恒星SAO 112328の前を通過した。それ以来、多くのジュノーによる掩蔽が確認され、SAO 115946が掩蔽された1979年12月11日には18人の観測者により観測された。2013年7月29日には視等級11.3のPPMX 9823370の掩蔽、その翌日には2UCAC 30446947の掩蔽が観測された。
火星の運動によって引き起こされる微小な摂動からジュノーの質量を推定するために火星の軌道上を周回する探査機や表面からの探査機による無線探査が行われた。1839年頃にも小惑星の摂動により軌道がわずかに変化したが、どの小惑星かは分かっていない。
1996年にジュノーはウィルソン山天文台にあるHooker望遠鏡で補償光学を応用し、実視領域と近赤外線領域からの観測で画像が得られた。この画像によりジュノーの不規則な形やアルベドの小さい地形の詳細が判明した。
| 4種類の波長でから観測したジュノー。暗いところがクレーターである。2003年、Hooker望遠鏡により撮影。 | 動画 ジュノーの背景の星に対する動き。 | 静止画 2009年衝の際に撮影されたジュノー。 | 自転の映像 · アルマ望遠鏡により撮影されたジュノーの映像。 |

2014年10月19日、アルマ望遠鏡は4時間にわたってジュノーの電波観測を行って連続画像を得ることに成功した。この観測から、ジュノーの不規則な形状が改めて明らかになるとともに、電波の反射の度合いの変化から、表面のレゴリスが一様ではない可能性があることも判明した。